# Duc de Monteleón
 (mai 2024).
Si vous disposez d'ouvrages ou d'articles de référence ou si vous connaissez des sites web de qualité traitant du thème abordé ici, merci de compléter l'article en donnant les références utiles à sa vérifiabilité et en les liant à la section « Notes et références ».
Le titre de duc de Monteleón est un titre porté par la famille Pignatelli de 1527 jusqu'à la fin du XXe siècle[réf. nécessaire]. 

## Ducs de Monteleón
- Hector Ier Pignatelli († 1536), seigneur de Mottola, nommé en 1501 gouverneur permanent du château de Monteleón, 1er comte de Monteleón en 1506, 1er duc de Monteleón en 1527, vice-roi de Sicile de 1517 à 1534, mariée à Ippolita Gesualdo, fille de Sansone II.
- Hector II Pignatelli († 1579), leur fils, 2e duc de Monteleón, marié en premières noces à Diane de Cardon, fille de Pedro de Cardon, comte de Collesano (famille Folch de Cardon), marié en secondes noces à Émilie Ventimiglia, fille de Simon, marquis de Geraci.
- Camille Ier Pignatelli († 1583), son fils issu de son premier mariage, 3e duc de Monteleón ; marié à Girolama Colonna, fille d'Ascagne Colonna, 2e duc de Paliano.
- Hector III Pignatelli (1574–1622), leur fils, 4e duc de Monteleón, vice-roi de Catalogne de 1603 à 1611 ; marié à Catherine Caracciolo, fille héritière de Charles Caracciolo, 6e comte de Sant'Angelo.
- Girolama Pignatelli (1599–1667), sa fille, 6e duchesse de Monteleón ; mariée à Fabrice II Pignatelli, prince de Noia, vice-roi d'Aragon de 1654 à 1657.
- Hector Pignatelli (1620–1674), son fils, 7e duc de Monteleón, 5e prince de Noia, marié à Giovanna Tagliavia d'Aragon Cortez, 5e duchesse de Terranuova (de).
- André-Fabrice Ier Pignatelli (1640–1677), son fils, duc de Monteleón, 6e prince de Noia, marié à Teresa Pimentel, fille d'Antonio Alonso Pimentel de Quiñones y Herrera, 11e comte et 8e duc de Benavente (es).
- Giovanna Pignatelli (1666–1723), sa fille, 9e duchesse de Monteleón.
- Nicolas Pignatelli (1648–1730), fils de Giulio Pignatelli, 2e prince de Noia, 8e duc de Monteleón, vice-roi de Sardaigne de 1687 à 1690.
- Diego Pignatelli Aragona Cortés (1687–1750), leur fils, 7e prince de Noia, 10e duc de Monteleón ; marié en premières noces à Anne Caracciolo, fille de Marin-François Caracciolo, prince d'Avellino (de) ; marié en secondes noces à Marguerite Pignatelli.
- Fabrice-Matthias Pignatelli Aragona Cortés (1718–1763), son fils, issu de son second mariage, 8e prince de Noia, duc de Monteleón ; marié à Constance de Médicis, fille de Joseph de Médicis, 4e prince d'Ottaiano et 2e duc de Sarno.
- Hector Pignatelli Tagliavia d’Aragona Cortés (1742–1800), son fils, 9e prince de Noia, duc de Monteleón ; marié à Anne-Marie Piccolomini d'Aragon, 6e princesse de Valle, fille du duc Giovanni Pompeo Piccolomini (de), 4e prince de Valle.
- Diego Pignatelli Aragona Cortés (1774–1818), son fils, 10e prince de Noia, duc de Monteleón ; marié à Marie-Carmel Caracciolo, fille de Joseph Litterio Caracciolo, 3e prince d'Atena.
- Joseph Pignatelli Aragona Cortés (1795–1859), son fils, 11e prince de Noia, duc de Monteleón ; marié à Blanche, comtesse de Lucchesi-Palli, fille d'Antoine de Lucchesi-Palli, 7e prince de Campofranco et 3e duc de la Grazia.
- Diego Pignatelli Aragona Cortés (1823–1880), son fils, 12e prince de Noia, duc de Monteleón ; marié à Julie Cattaneo della Volta, fille de Dominique Cattaneo della Volta, duc de Casalmaggiore.
- Antoine Pignatelli Aragona Cortés (1827–1881), son frère, 13e prince de Noia, duc de Monteleón ; marié à Marianne Fardella.
- Joseph Pignatelli Aragona Cortés (1860–1938), son fils, 14e prince de Noia, duc de Monteleón ; marié à Rose de la Gàndara y Plazaola
- Antoine Pignatelli Aragona Cortés (1892–1958), son fils, 15e prince de Noia, duce de Monteleón ; marié à Béatrice Molyneux.
- Joseph Pignatelli Aragona Cortés (1931-1989), son fils, 16e prince de Noia, duc de Monteleón ; marié à Julie Giulia Gallarati – pas de descendance